# 東長濱秀作
東長濱 秀作（ひがしながはま しゅうさく、1984年2月3日 - ）は、沖縄県浦添市出身の元ハンドボール選手、指導者。日本ハンドボールリーグの琉球コラソンで監督を務めている。
父親の東長濱秀吉はハンドボール指導者。弟の東長濱秀希もハンドボール選手。

## 経歴
2006年1月に日本ハンドボールリーグの湧永製薬へ加入。2007年には全日本実業団選手権大会で優勝。2008年と2009年の同大会、2009年の第34回日本ハンドボールリーグでベスト7。
2012年に地元の琉球コラソンへ移籍。同年の第37回日本ハンドボールリーグでは得点王とベスト7を受賞。2014-15年シーズン限りで現役を引退した。
2017-18年シーズンから琉球コラソンのチームアドバイザーに就任。
2018年4月10日に琉球コラソンの監督に就任したことが発表された。

## 詳細情報

### 年度別選手成績
| 年      | チーム   | 試合 | フィールド 得点 | 率   | 7m    | 合計    | 警告 | 退場 | 失格 |
| ------- | -------- | ---- | --------------- | ---- | ----- | ------- | ---- | ---- | ---- |
| 2007-08 | 湧永製薬 | 12   | 43/98           | .439 | 15/19 | 58/117  | 4    | 8    | 1    |
| 2008-09 | 湧永製薬 | 13   | 59/143          | .413 | 17/26 | 76/169  | 4    | 5    | 1    |
| 2009-10 | 湧永製薬 | 13   | 59/109          | .541 | 20/31 | 79/140  | 5    | 9    | 0    |
| 2010-11 | 湧永製薬 | 14   | 66/119          | .555 | 11/16 | 77/135  | 4    | 5    | 0    |
| 2011-12 | 湧永製薬 | 14   | 58/123          | .472 | 17/20 | 75/143  | 8    | 5    | 1    |
| 2012-13 | 琉球     | 16   | 86/194          | .443 | 19/26 | 105/220 | 7    | 7    | 1    |
| 2013-14 | 琉球     | 7    | 12/28           | .429 | 1/1   | 13/29   | 2    | 1    | 0    |
| 2014-15 | 琉球     | 16   | 45/111          | .405 | 3/4   | 48/115  | 8    | 7    | 0    |

- 各年度の太字はリーグ最高
- 2006-07年シーズン以前の成績はランニングスコアが公開されていないため省略

### 通算選手成績
| JHL：10年 | フィールド 得点 | 率   | 7m      | 合計     |
| --------- | --------------- | ---- | ------- | -------- |
| JHL：10年 | 429/932         | .460 | 103/144 | 532/1076 |

### 年度別監督成績

#### レギュラーシーズン
| 年       | リーグ   | チーム   | 順位     | 試合 | 勝利 | 引分 | 敗戦 | 得点 | 失点 |
| -------- | -------- | -------- | -------- | ---- | ---- | ---- | ---- | ---- | ---- |
| 2018-19  | JHL      | 琉球     | 9位      | 24   | 1    | 2    | 21   | 527  | 658  |
| JHL：1年 | JHL：1年 | JHL：1年 | JHL：1年 | 24   | 1    | 2    | 21   | 527  | 658  |

### タイトル・表彰

#### 日本ハンドボールリーグ
- 得点王：1回 (2012年)
- ベストセブン賞：2回 (2009年・2012年)

### 記録

#### 日本ハンドボールリーグ
- 通算400得点：2012年9月23日、対大崎電気戦（佐世保市体育文化館）[5]
- 通算7mスロー100得点：2014年2月16日、対北陸電力戦（沖縄市体育館）[6]
- 通算500得点：2014年11月9日、対トヨタ自動車東日本戦（浦添市民体育館）[7]